# Fortunate Son (Star Trek: Enterprise)
"Fortunate Son" es el décimo episodio de la serie de televisión Star Trek: Enterprise, y fue escrito por James Duff. LeVar Burton fue el director del episodio.
En este episodio, el Capitán Archer es contactado por el Almirante Forrest para asistir a la ECS Fortunate, un carguero clase Y.  Archer, Reed, el Doctor Phlox y Mayweather se enteran por el primer oficial de que el Fortunate fue atacado por Nausicaans y que el capitán resultó herido. La Enterprise ayuda a reparar el Fortunate hasta que los sensores muestran que la tripulación de 23 miembros tiene una persona adicional a bordo.

## Trama
Un carguero terrestre con una tripulación de veintitrés personas, el ECS Fortunate, es atacado por nausicaans y se envía al Enterprise para ayudar. Cuando llegan, el carguero está relativamente ileso, aparte del capitán Keene, que yace inconsciente en la enfermería del barco, pero el resto de la tripulación se muestra reservado y reacio a dar explicaciones. Mientras ayuda a reparar Fortunate, T'Pol detecta una señal biológica nausicaan. Resulta que el comandante Matthew Ryan y sus hombres están torturando en secreto al cautivo para obtener sus códigos de acceso al escudo. Ryan admite que el pirata nausicaan es su prisionero, pero se niega a permitir que el personal de la Flota Estelar lo vea, y el Capitán Archer amenaza con retractarse de su ayuda al Fortunate.
Ryan aparentemente cede, pero cuando Archer y su equipo visitante ingresan a una sección de carga del carguero, la cápsula de carga se desecha repentinamente con el equipo visitante adentro. Antes de que Fortunate se aleje, intenta dañar al Enterprise para retrasar la persecución. El Enterprise recupera a su gente y comienza a perseguir al carguero rebelde. Mientras tanto, el Fortunate llega al asteroide utilizado por los piratas Nausicaans, pero descubre que los códigos de escudo adquiridos son inútiles. Los piratas intentan abordar el carguero y rescatar a su tripulante capturado justo cuando llega el Enterprise y comienza a enfrentarse a las naves Nausicaans.
Archer pronto puede negociar una tregua temporal: si pueden devolver al cautivo nausicaan, el grupo de abordaje se retirará. Ryan no coopera hasta que interviene el alférez Mayweather diciendo que las motivaciones de Ryan no son prevenir futuros ataques a naves terrestres; se trata de venganza personal, y hacerlo simplemente expone a otras tripulaciones de cargueros también a ataques de venganza. Ryan cede. Más tarde, Archer y el Capitán Keene del Fortunate discuten las acciones de Ryan y su degradación a Tripulante de tercera clase. Están de acuerdo en que Ryan actuó precipitadamente, pero Keene también reflexiona que actuar por su cuenta es la motivación principal que su gente está aquí: desafiar y demostrar su valía.

## Producción
Este episodio exploró la cultura de los "Space Boomers", las vidas de las personas que trabajan y viven en el espacio a largo plazo en cargueros comerciales de movimiento lento, en lugar de las naves más avanzadas de la Flota Estelar como el Enterprise. Los escritores planeaban explorar más a fondo la cultura de los Boomers y tenían una o dos historias en mente, pero Brannon Braga dijo que no querían seguir conociendo humanos porque "les hacía sentir como si Enterprise todavía estuviera demasiado cerca de casa". También querían intentar desarrollar a Mayweather y no dejar que solo hablara de los Boomers todo el tiempo. El programa volvería a visitar la cultura Boomer en la temporada 2 en el episodio "Horizon". Este episodio fue escrito por James Duff , quien luego se convertiría en productor ejecutivo de la segunda temporada de Star Trek: Discovery y la primera temporada de Star Trek: Picard.Este fue el segundo episodio de Enterprise dirigido por LeVar Burton. Burton dirigió 28 episodios de televisión de Star Trek en este período, incluidos Star Trek: The Next Generation,  Star Trek: Deep Space Nine, Star Trek: Voyager y Star Trek: Enterprise.
La estrella invitada Lawrence Monoson elogió al director LeVar Burton por su comprensión y capacidad para comunicarse con los actores: "Hubo una escena que sentí que salió particularmente bien, excepto en un momento en el que pensé que era realmente horrible y perdí el ritmo. Después apareció Levar". Para mí y antes de que dijera una palabra, él sabía qué parte no me entusiasmaba. Tiene un gran ojo. Levar te hace sentir parte del proceso creativo, y eso significa mucho, especialmente si eres una estrella invitada".Monoson habló de su acercamiento al personaje de Matthew Ryan: "Él no es la Flota Estelar. Es un trabajador manual y quería mantenerlo lo más natural posible. Por el contrario, al igual que la tripulación del Enterprise , es un astronauta, un profesional capacitado. Fue todo un desafío tratar de encontrar el equilibrio entre ser naturalista y jugar el estilo de ese mundo, pero es algo que disfruté". La estrella invitada Danny Goldring apareció anteriormente en Deep Space Nine y Voyager, y también regresa como un personaje diferente en el episodio de la segunda temporada "The Catwalk".

## Recepción
Fortunate Son se emitió por primera vez en los Estados Unidos por UPN el 21 de noviembre de 2001. Según Nielsen Media Research, recibió una cuota de calificación de 3,8 entre los adultos. Esto significa que tuvo una media de 6,1 millones de espectadores.Los índices de audiencia relativamente bajos se atribuyeron a que el episodio se transmitió la noche anterior al Día de Acción de Gracias; la proporción de audiencia que lo vio fue del 7% y siguió siendo comparable.
Michelle Erica Green de TrekNation dijo que el episodio fue "un poco didáctico y predecible", pero interesante por revelar algo que no se había abordado antes, la relación entre los buques mercantes civiles y la Flota Estelar, y el desarrollo del personaje de Mayweather. Darren Mooney, de the m0vie blog, lo llamó "una premisa sólida arruinada por una ejecución demasiado simplista". En 2014, Jordan Hoffman, que escribía para Playboy, clasificó este episodio en el puesto 446 de 695 episodios de Star Trek y lo llamó "una buena parte de la construcción del mundo". Keith DeCandido de Tor.com le dio seis sobre diez en su revisión de 2022.

## Medios domésticos
Este episodio se lanzó como parte de la primera temporada de Enterprise, que se lanzó en alta definición en disco Blu-ray el 26 de marzo de 2013;tiene vídeo de 1080p y una pista de sonido DTS-HD Master Audio.